# Smilovac
Smilovac (cyr. Смиловац) – wieś w Serbii, w okręgu niszawskim, w gminie Ražanj. W 2011 roku liczyła 891 mieszkańców.